# Babics Ágnes
Babics Ágnes (Budapest, 1951. január 4. –) vitorlázó (kalóz hajóosztály).
Az Ikarus Vitorlás Szakosztály alapító tagja (1976).
Négyszeres magyar bajnok a Budapesti Spartacus SC vitorlás szakosztály színeiben (Csillag Katalinnal 1979–1981 között, majd Aszalós Anikóval 1982-ben).
Az 1981-es kalóz-Európa-bajnokságon, Nezsiderben (Neusidl am See) a nők között (Csillag Katalinnal) a második helyen végzett.